# Wendy van der Plank
Wendy Alison van der Plank (* in London) ist eine britische Schauspielerin.

## Leben und Karriere
Ihr Debüt gab van der Planks 1988 in der Serie Spin Off. Danach spielte sie 1989 in einer Episode von Casualty mit. Von 1989 bis 1992 bekam sie eine Rolle in Forever Green. Anschließend war sie 1990 in The Bill zu sehen. Zwischen 1993 und 1996 bekam van der Plank in Wizadora eine Hauptrolle. 1995 setzte sie ihre Karriere in The Vet fort.
Unter anderem nahm sie an der Sendung All That Jazz teil. Sie trat auch in verschiedenen Theaterstücken wie The King and I und Der Glöckner von Notre-Dame auf.
Derzeit arbeitet sie für die Boiling Kettle Theatre Company in Devon.

## Filmografie
Serien
- 1988–1989: Spin Off
- 1989–1992: Forever Green
- 1989: Casualty
- 1990: The Bill
- 1993–1996: Wizadora
- 1995: The Vet